# Nicole Stéphane
Pour les articles homonymes, voir Famille Rothschild, Rothschild et Stéphane.
Nicole Stéphane, née Nicole de Rothschild le 27 mai 1924 à Paris et morte le 14 mars 2007 dans la même ville, est une  résistante, actrice, productrice et réalisatrice française.

## Biographie
Nicole Stéphane est la fille du baron James-Henri de Rothschild et de Claude Andrée de Rothschild.
Elle dit : « C'est à 16 ans que j'ai appris que j'étais juive ».  À la suite, elle commence à mettre des étoiles de David dans sa chambre. Elle s'engage ensuite dans l'armée puis connaît la prison en Espagne en 1942 lorsqu'elle franchit les Pyrénées pour rejoindre les Forces françaises libres. Elle rentre à l'École des cadets de la France libre, à Ribbesford (Angleterre), avec sa sœur Monique de Rothschild et quatre autres volontaires françaises. Elle devient sous-lieutenante et agente de liaison en Allemagne. Puis elle s'engage à Londres où elle est dispatch rider.
Après avoir échoué au conservatoire, elle est repérée en 1948 par Jean-Pierre Melville dans le cours d'art dramatique Bauer-Thérond,. Elle tourne alors dans son film Le Silence de la mer. Jean-Pierre Melville la présente ensuite à Jean Cocteau qui lui propose le rôle d'Elizabeth dans Les Enfants terribles.
En 1948 et a seulement 22 ans, elle voyage en Palestine, alors en pleine guerre, pour interviewer David Ben Gourion, fondateur de l'état d'Israël.
Puis à la suite d'un accident de voiture, elle s’éloigne du jeu d'acteur et se tourne vers la production de films. Elle réalise deux courts métrages sur Israël, La Génération du désert (1958) et Une guerre pour une paix (1967), et En attendant Godot à Sarajevo (1993).
Elle s'implique également dans la réalisation de Mourir à Madrid, le documentaire de Frédéric Rossif sur la guerre civile espagnole.
En 1962, Nicole Stéphane obtient les droits d'adaptation du roman de Marcel Proust, À la recherche du temps perdu. Débute alors une aventure au cours de laquelle elle collabore avec Luchino Visconti, Ennio Flaiano, Harold Pinter, Joseph Losey, Peter Brook et Volker Schlöndorff.
Au début des années 1970, elle vit une relation amoureuse avec Susan Sontag, dont elle produit le film Promised Lands en 1973, un documentaire tourné en Israël à la fin de la guerre du Kippour.
Elle est chevalier de la Légion d'honneur et chevalier des Arts et des Lettres.
Elle est amie d'Hélène Delprat qu'elle rencontre en 2001. Hélène Delprat réalise en 2018 un documentaire intitulé Nicole Stéphane, A displaced person.
Nicole Stéphane meurt le 14 mars 2007.

## Distinctions
- Chevalière de la Légion d'honneur
- Chevalière de l'ordre des Arts et des Lettres

## Filmographie

### Actrice
- 1949 : Le Silence de la mer de Jean-Pierre Melville
- 1950 : Les Enfants terribles de Jean-Pierre Melville
- 1950 : Né de père inconnu de Maurice Cloche
- 1954 : Le Défroqué de Léo Joannon
- 1958 : Agent secret S.Z. de Lewis Gilbert

### Productions
- 1959 : Le Tapis volant d'Arié Mambouch, court métrage d'animation
- Mourir à Madrid (Frédéric Rossif, 1962), Prix Jean-Vigo 1963 ;
- La Vie de château (Jean-Paul Rappeneau, 1965) ;
- L'Une et l'Autre (René Allio, 1967) ;
- Phèdre (Pierre Jourdan, 1968) ;
- Détruire, dit-elle (Marguerite Duras, 1969) ;
- Promised Lands (Susan Sontag, 1973) ;
- Sarah (Edgardo Cozarinsky, 1988).